# Marcgravia helverseniana
Marcgravia helverseniana är en tvåhjärtbladig växtart som beskrevs av S.Dressler och Tschapka. Marcgravia helverseniana ingår i släktet Marcgravia och familjen Marcgraviaceae. Inga underarter finns listade i Catalogue of Life.